# Ophiactis hemiteles
Ophiactis hemiteles är en ormstjärneart som beskrevs av Hubert Lyman Clark 1915. Ophiactis hemiteles ingår i släktet Ophiactis och familjen bandormstjärnor. Inga underarter finns listade i Catalogue of Life.